# Coppa del Generalissimo 1966 (hockey su pista)
La Coppa del Generalissimo 1966 è stata la 23ª edizione della principale coppa nazionale spagnola di hockey su pista. Il torneo ha avuto luogo dal 29 aprile al 12 giugno 1966.
Il trofeo è stato vinto dal Reus Deportiu per la seconda volta nella sua storia superando in finale il Vilanova. Con la vittoria nel torneo il Reus Deportiu si qualificò alla Coppa dei Campioni 1966-1967.

## Squadre partecipanti
- Arenys de Munt
- Agustinos Valencia
- Barcellona
- Cerdanyola
- Cibeles
- Espanyol
- Jabones El Abra Bilbao
- Mieres

- Montemar
- Oberena
- Reus Deportiu
- Reus Ploms
- San Fernando
- Sniace
- Vilanova
- Voltregà

## Risultati

### Ottavi di finale
| Squadra 1              | Risultato | Squadra 2      |
| ---------------------- | --------- | -------------- |
| 29 aprile 1966         |           |                |
| Mieres                 | 2 - 11    | Barcellona     |
| Montemar               | 2 - 5     | Reus Deportiu  |
| Sniace                 | 1 - 5     | Espanyol       |
| Cibeles                | 3 - 5     | Cerdanyola     |
| Oberena                | 0 - 6     | Vilanova       |
| Jabones El Abra Bilbao | 2 - 8     | Reus Ploms     |
| San Fernando           | 0 - 3     | Arenys de Munt |
| Agustinos Valencia     | 0 - 5     | Voltregà       |

### Quarti di finale
Le gare di andata furono disputate il 29 aprile; le gare di ritorno furono disputate il 5 giugno 1966.
| Squadra 1      | Totale | Squadra 2  | Andata | Ritorno |
| -------------- | ------ | ---------- | ------ | ------- |
| Reus Deportiu  | 10 - 6 | Cerdanyola | 8 - 1  | 2 - 5   |
| Espanyol       | 9 - 3  | Voltregà   | 8 - 1  | 1 - 2   |
| Barcellona     | 2 - 4  | Vilanova   | 0 - 2  | 2 - 2   |
| Arenys de Munt | 3 - 13 | Reus Ploms | 3 - 4  | 0 - 9   |

### Semifinali
| Squadra 1      | Risultato | Squadra 2 |
| -------------- | --------- | --------- |
| 11 giugno 1966 |           |           |
| Reus Ploms     | 0 - 2     | Vilanova  |
| Reus Deportiu  | 6 - 2     | Espanyol  |

### Finale
| Barcellona 12 giugno 1966 | Reus Deportiu | 1 – 0 | Vilanova |  |